# 萩耿介
萩 耿介（はぎ こうすけ、1962年 - ）は、日本の小説家。東京都出身。

## 来歴
早稲田大学第一文学部ドイツ文学科卒業。2008年10月、『松林図屏風』で第2回日経小説大賞受賞。長谷川等伯を題材にした本格長編。

## 著作
- 『松林図屏風』（日本経済新聞出版社 2008年  2012年 日経ビジネス人文庫）

長谷川等伯が狩野派との確執やキリシタンとの交流を経て「この世あらざる絵」に到達するまでを描く。
- 『炎帝花山』（日本経済新聞出版社 2009年  2014年 中公文庫「炎の帝」改題）

藤原氏の陰謀で帝位を追われた花山天皇の苦悩と格闘の人生。
- 『覚悟の眼』（日本経済新聞出版社 2011年）

昭和8年。三原山火口への投身自殺が流行。その端緒となった女子大生の物語。
- 『不滅の書』（中央公論新社 2012年  2014年 中公文庫「イモータル」改題  2014年マルコポーロ出版(台湾)繁体字中国語翻訳)

ムガル帝国からフランス革命、現代へと続く言葉と哲学のファンタジー。
- 『極悪　五右衛門伝』新潮社 2014年

足裏に仏の一字を彫りこんで生きた男の暗黒遍歴。俗世の綺麗事を踏みにじり、善悪の彼岸に挑んだ魂の沸騰を描く歴史小説。
- 『鹿鳴館のドラクラ』中央公論新社 2015年

鹿鳴館とワラキア公国。近代日本と中世ヨーロッパを繋ぐ、愛と死の怪奇ロマンス。